# Skegness
Skegness is een civil parish in het bestuurlijke gebied East Lindsey, in het Engelse graafschap Lincolnshire. De kustplaats telt 19.579 inwoners.
De plaats ligt aan de Noordzee. Zo'n vijf kilometer ten zuiden van Skegness ligt Gibraltar Point, een natuurreservaat aan de noordelijke grens van het estuarium The Wash.

## Geboren
- Ray Clemence (1948-2020), voetbaldoelman (Liverpool FC)
- Debbie Jenner (Doris D) (1959), choreografe en zangeres